# زوليما دي لا كروز
زوليما دي لا كروز (بالإسبانية: Zulema de la Cruz) هي معلمة موسيقى وملحنة إسبانية، ولدت في 9 مارس 1958.